# 大前锋
大前锋（英語：Power forward，縮寫為PF），又譯強力前鋒，常被稱為大前、第四人/四號位置，是篮球比赛阵容中的一个位置。
一个典型的大前锋是球场上體格较壯，而仍具備一定速度的球员。傳統上，中锋被要求利用他們壯碩的體型，在篮下积极強攻並爭夺進攻篮板球；而在禁區防守和防守籃板球的保護方面，則被認為是大前锋的主要任務。但在現今的籃球趨勢中，由於中鋒球員的靈活度以及前鋒球員的身高均有普遍提升，導致兩者之間的區別日益模糊。
現今世界籃壇的一般水準，大前锋通常身高在2米03（6呎8吋）到2米10（6呎11吋）之間，体重在230到260磅之间。然而，同時以兩名具備中鋒高度的選手上場的「雙塔」陣容，或者在一些缺乏高个球员的队伍中，以大前锋充當中锋角色的情形，均甚常見。